# Файловый сервер
Файловый сервер — это выделенный сервер, предназначенный для выполнения файловых операций ввода-вывода и хранящий файлы любого типа. Как правило, обладает большим объемом дискового пространства, реализованном в форме RAID-массива для обеспечения бесперебойной работы и повышенной скорости записи и чтения данных.

## Программная архитектура «файл-сервер»
Файл-серверные приложения — приложения, схожие по своей структуре с локальными приложениями и использующие сетевой ресурс для хранения данных в виде отдельных файлов. Функции сервера в таком случае обычно ограничиваются хранением данных (возможно также хранение исполняемых файлов), а обработка данных происходит исключительно на стороне клиента. Количество клиентов ограничено десятками ввиду невозможности одновременного доступа на запись к одному файлу. Однако клиентов может быть значительно больше, если они обращаются к файлам исключительно в режиме чтения.
Достоинства:
- низкая стоимость разработки;
- невысокая стоимость обновления и изменения ПО.

Недостатки:
- рост числа клиентов резко увеличивает объём трафика и нагрузку на сети передачи данных;
- высокие затраты на модернизацию и сопровождение сервисов бизнес-логики на каждой клиентской рабочей станции;
- низкая надёжность системы.